# Zwemmen op de Olympische Zomerspelen 2024 – 4×100 meter wisselslag gemengd
De 4×100 meter wisselslag gemengd op de Olympische Zomerspelen 2024 vond plaats op 2 en 3 augustus 2024 in de Paris La Défense Arena. Regerend olympisch kampioen was Groot-Brittannië.

## Records
Voorafgaand aan het toernooi waren dit het wereldrecord en het kampioenschapsrecord
| Wereldrecord     | Verenigd Koninkrijk Kathleen Dawson Adam Peaty James Guy Anna Hopkin | 3.37,58 | Tokio | 31 juli 2021 |
| Olympisch record | Verenigd Koninkrijk Kathleen Dawson Adam Peaty James Guy Anna Hopkin | 3.37,58 | Tokio | 31 juli 2021 |

## Uitslagen
De acht snelste ploegen in de series kwalificeerden zich voor de finale.

### Series
| Rang | Serie | Baan | Land             | Namen | Tijd    | Bijz. |
| ---- | ----- | ---- | ---------------- | --- | ------- | ----- |
| 1    | 2     | 5    | Verenigde Staten | Regan Smith (57,87) Charlie Swanson (59,65) Caeleb Dressel (50,10) Abbey Weitzeil (53,36)                    | 3.40,98 | Q     |
| 2    | 1     | 4    | Australië        | Iona Anderson (58,81) Zac Stubblety-Cook (59,68) Emma McKeon (55,86) Kyle Chalmers (47,07)                   | 3.41,42 | Q     |
| 3    | 2     | 4    | China            | Xu Jiayu (53,16) Tang Qianting (1.05,44) Zhang Yufei (56,59) Pan Zhanle (47,07)                              | 3.42,26 | Q     |
| 4    | 1     | 5    | Nederland        | Kai Van Westering (54,25) Caspar Corbeau (59,28) Tessa Giele (57,81) Marrit Steenbergen (52,26)              | 3.43,60 | Q     |
| 5    | 2     | 3    | Groot-Brittannië | Kathleen Dawson (1.00,18) James Wilby (59,35) Joe Litchfield (51,37) Anna Hopkin (52,83)                     | 3.43,73 | Q     |
| 6    | 1     | 3    | Canada           | Blake Tierney (53,81) Apollo Hess (1.00,46) Maggie Mac Neil (56,14) Taylor Ruck (53,46)                      | 3.43,87 | Q     |
| 7    | 2     | 7    | Frankrijk        | Yohann Ndoye-Brouard (52,48) Antoine Viquerat (59,91) Lilou Ressencourt (58,55) Marie Wattel (53,05)         | 3.43,99 | Q, NR |
| 8    | 2     | 6    | Japan            | Riku Matsuyama (54,83) Taku Taniguchi (59,69) Mizuki Hirai (56,52) Rikako Ikee (53,21)                       | 3.44,25 | Q     |
| 9    | 1     | 6    | Duitsland        | Ole Braunschweig (54,05) Melvin Imoudu (59,33) Angelina Köhler (56,60) Nina Holt (54,77)                     | 3.44,75 |       |
| 10   | 2     | 8    | Israël           | Anastasia Gorbenko (59,91) Ron Polonsky (59,56) Gal Cohen Groumi (50,84) Andrea Murez (55,02)                | 3.45,33 |       |
| 11   | 1     | 7    | Italië           | Michele Lamberti (54,42) Nicolò Martinenghi (59,02) Costanza Cocconcelli (58,47) Sofia Morini (53,89)        | 3.45,80 |       |
| 12   | 2     | 2    | Zweden           | Hanna Rosvall (1.00,17) Erik Persson (59,95) Sara Junevik (57,22) Robin Hanson (48,81)                       | 3.46,15 |       |
| 13   | 2     | 1    | Griekenland      | Apostolos Christou (52,83) Evangelos Nthoumas (1.00,34) Anna Ntountounaki (57,85) Theodora Drakou (55,38)    | 3.46,40 |       |
| 14   | 1     | 2    | Polen            | Kacper Stokowski (54,10) Dominika Sztandera (1.07,92) Adrian Jaskiewicz (51,87) Kornelia Fiedkiewicz (54,30) | 3.48,19 |       |
| 15   | 1     | 1    | Zuid-Korea       | Lee Eun-ji (1.01,56) Choi Dong-yeol (59,99) Kim Ji-hun (52,70) Hur Yeon-kyung (54,53)                        | 3.48,78 |       |
| 16   | 1     | 8    | Brazilië         | Guilherme Basseto (54,32) Gabrielle Roncatto (1.16,74) Nicolas Albiero (52,27) Stephanie Balduccini (53,94)  | 3.57,27 |       |

### Finale
| Rang   | Baan | Land             | Namen                                                                                             | Tijd    | Bijz. |
| ------ | ---- | ---------------- | ------------------------------------------------------------------------------------------------- | ------- | ----- |
| Goud   | 4    | Verenigde Staten | Ryan Murphy (52,08) Nic Fink (58,29) Gretchen Walsh (55,18) Torri Huske (51,88)                   | 3.37,43 | WR    |
| Zilver | 3    | China            | Xu Jiayu (52,13) Qin Haiyang (57,82) Zhang Yufei (55,64) Yang Junxuan (51,96)                     | 3.37,55 | AR    |
| Brons  | 5    | Australië        | Kaylee McKeown (57,90) Joshua Yong (58,43) Matthew Temple (50,42) Mollie O'Callaghan (52,01)      | 3.38,76 | AR    |
| 4      | 1    | Frankrijk        | Yohann Ndoye-Brouard (52,80) Léon Marchand (58,66) Marie Wattel (56,44) Béryl Gastaldello (53,06) | 3.40,96 | NR    |
| 5      | 7    | Canada           | Kylie Masse (58,67) Finlay Knox (59,64) Josh Liendo (50,08) Maggie Mac Neil (53,02)               | 3.41,41 |       |
| 6      | 6    | Nederland        | Kira Toussaint (1.00,50) Caspar Corbeau (59,04) Nyls Korstanje (51,19) Marrit Steenbergen (52,39) | 3.43,12 |       |
| 7      | 2    | Groot-Brittannië | Kathleen Dawson (1.00,68) James Wilby (59,00) Duncan Scott (51,61) Anna Hopkin (53,02)            | 3.44,31 |       |
| 8      | 8    | Japan            | Riku Matsuyama (55,00) Taku Taniguchi (1.00,48) Mizuki Hirai (56,46) Rikako Ikee (53,23)          | 3.45,17 |       |